# IC 1366
IC 1366 је спирална галаксија у сазвјежђу Водолија која се налази на листи објеката дубоког неба у Индекс каталогу.
Деклинација објекта је + 1° 46' 36" а ректасцензија 21h 14m 7,9s. Привидна величина (магнитуда) објекта IC 1366 износи 14,5 а фотографска магнитуда 15,3. IC 1366 је још познат и под ознакама CGCG 375-17, NPM1G +01.0513, PGC 66386.